# Time Trax (videogioco 1986)
Time Trax o Timetrax è un videogioco di avventura dinamica pubblicato nel 1986 per gli home computer Amstrad CPC, Commodore 64, MSX e ZX Spectrum dalla Mind Games, un'etichetta dell'editrice britannica Argus Press Software. Si svolge in ambienti a piattaforme, appartenenti a diverse epoche storiche e collegati da un complesso sistema di passaggi temporali. La critica lo giudicò di solito medio o buono, e piuttosto impegnativo da completare.

## Trama
Si è verificato un olocausto nucleare e il protagonista è un sopravvissuto che vive in un rifugio in quel che resta di Londra. Il suo unico compagno, ora morto, era Uriah, un anziano scienziato svitato che sosteneva di aver capito la causa dei disastri dell'umanità. Le ricorrenti cadute della civiltà come la recente guerra nucleare non sarebbero accidentali, ma causate dalle forze dell'oscurità, che millenni prima hanno sottratto i tesori di potenti personaggi detti le Otto Menti e li hanno sparsi in altre epoche. Ciò ha costretto le Otto Menti ad aprire i portali del tempo per cercarli, ma lasciando così via libera anche alle forze dell'oscurità.
Il protagonista decide di seguire le indicazioni lasciate da Uriah e l'avventura inizia nel rifugio, dove deve anzitutto procurarsi una pistola, quindi utilizzare i portali per viaggiare tra le epoche e incontrare le Otto Menti. Deve riappacificarli tutti restituendogli i rispettivi tesori e ricevendo in cambio altri oggetti importanti. Potrà fare uso anche della magia, grazie alle rune (qui rappresentate da simboli generici). Le sette zone spazio-temporali tra le quali si sposta ripetutamente sono:
- Terre selvagge nel 2100
- Rifugio antiatomico nel 2000 (presente)
- Maniero gotico nel 1900
- Secoli bui nel 1000
- Età dell'oro nel 5000 a.C.
- Era glaciale nel 10000 a.C.
- Alba dell'umanità nel 50000 a.C.

Infine deve chiudere i portali con una giusta combinazione di rune e riportare definitivamente l'ordine nel tempo.

## Modalità di gioco
Lo schermo di gioco è diviso circa a metà, in alto appare la visuale bidimensionale dell'azione e in basso un pannello con varie finestre informative, perlopiù in forma grafica.
L'avventura si svolge nelle sette epoche, ciascuna costituita da tre schermate fisse. L'ambiente di ogni schermata è sempre distribuito su tre piani, collegati da scale verticali. Molti dettagli popolano l'ambiente, anche se con grafica relativamente piccola. Ci sono elementi dell'arredamento o altre parti dello scenario che il protagonista può esaminare, come nel classico Impossible Mission, alla ricerca di oggetti utili. Alcuni elementi sono invece ostacoli da saltare. Le porte permettono di passare alle altre schermate della stessa epoca, mentre per passare alle altre epoche servono i portali del tempo.
Il protagonista può camminare in orizzontale, salire le scale e fare salti, i quali consentono anche un movimento più rapido, ma consumano energia. Se ha ottenuto un'arma e le necessarie munizioni può sparare; esistono tre tipi di armi, ognuna con le proprie munizioni specifiche, e alcune funzionanti solo in certe epoche. Si può attivare un menù di testo scorrevole per tutte le altre funzioni, tra cui cercare nel mobilio, raccogliere, usare oggetti, lasciare, usare le rune magiche, barattare oggetti con le Otto Menti quando se ne incontra una.
Gli oggetti da trovare comprendono armi e munizioni, pozioni e pergamene, scrigni e relative chiavi, gli otto tesori per le Otto Menti e 15 tipi di rune. Il pannello informativo comprende un inventario grafico con fino a quattro oggetti trasportati, e un altro inventario a parte per le rune, che si possono trasportare fino a 10 alla volta. Le posizioni iniziali di tutti gli oggetti sono parzialmente casualizzate a ogni partita. Un riquadro mostra l'oggetto attualmente trovato o la faccia della Mente con cui si sta parlando.
Se il protagonista rimane per un po' in una schermata iniziano ad arrivare dal nulla i nemici, sotto forma di esseri volanti di vario genere, che sottraggono energia se toccati. Le armi li uccidono, ma esiste anche un guardiano invincibile. Sono dannosi anche le cadute tra piani e alcuni terreni, oltre al consumo di energia dovuto ai salti. Si ha una sola vita e un indicatore dell'energia vitale a forma di cuore che si svuota. Per recuperarla servono pozioni o incantesimi.
I portali compaiono brevemente e periodicamente come figure evanescenti, in luoghi e tempi predefiniti. Ogni 10 secondi compare un portale da qualche parte tra due epoche, con un ciclo complessivo di 10 minuti. Un indicatore del tempo trascorso aiuta a prevedere le apparizioni. Il manuale fornisce un elenco delle coppie di epoche e schermate che vengono collegate a ogni orario.
Se trova le necessarie rune, il protagonista può lanciare 10 tipi di incantesimi con vari effetti positivi. Ciascuno consuma due rune di due tipi specifici; il manuale descrive tutti gli incantesimi, ma non dice quali siano le rispettive due rune, informazione che si può scoprire trovando delle pergamene. Lo scopo delle rune è anche l'azione finale che chiude i portali e completa il gioco: selezionare una combinazione sconosciuta di quattro rune nel giusto ordine. Dal menù si possono effettuare delle prove e ottenere un'indicazione di quanto si è andati vicino a indovinare, con lo stesso principio del gioco Mastermind: un riquadro mostra quattro occhi, ognuno dei quali si apre di poco se una runa è giusta ma nell'ordine sbagliato, e si apre del tutto se è giusto anche l'ordine.